# 장전중학교
장전중학교(長箭中學校)는 대한민국 부산광역시 금정구 장전동에 있는 공립 중학교이다.

## 학교 연혁
- 1986년 1월 8일 : 장전중학교 설립 인가(24학급)
- 1986년 3월 1일 : 제1대 김석준 교장 취임
- 1986년 3월 5일 : 개교 및 제1회 입학식(신입생 498명)
- 1989년 2월 13일 : 제1회 졸업식 거행(491명)
- 2000년 11월 8일 : 부산광역시교육청지정 학교 모니터링제 연구학교 운영 발표
- 2004년 11월 10일 : 부산광역시교육청지정 창의성교육 연구학교 운영 발표
- 2007년 12월 26일 : 2008학년도 부산광역시교육청 연구학교 지정(영역 토의토론 학력신장)
- 2008년 3월 11일 : 학교 도서실(장전책세상) 개관식
- 2012년 9월 28일 : 장전관 리모델링 및 모둠학습실 구축
- 2024년 3월 1일 : 제16대 김경미 교장 취임
- 2025년 2월 6일 : 제37회 졸업식(168명) 총 10,728명
- 2025년 3월 4일 : 제40회 입학식(199명)

## 참고 자료
- 장전중학교 - 한국교육학술정보원 학교알리미